# Letardo II
Letardo II fue un prelado católico que sirvió como arzobispo de Nazaret en Galilea (entonces parte del Reino de Jerusalén) desde 1158 hasta su muerte en 1190. Trabajó en estrecha colaboración con los canónigos de Nazaret y medió en varias disputas entre el clero del reino. Una importante renovación de la Iglesia de la Anunciación se inició durante el episcopado de Letardo. Era cercano a los reyes Balduino III y Amalarico y apoyó al rey Guido contra el conde Raimundo III de Trípoli. Advirtió a Guido sobre la incursión del gobernante egipcio Saladino en Galilea, pero el ejército cristiano no pudo evitar que Saladino conquistara el reino. Habiendo evitado el saqueo de Nazaret, Letardo murió durante sitio de  Acre por Guido.

## Antecedentes
Letardo se había convertido en prior de Nazaret en 1145 bajo el arzobispo Roberto I. Roberto murió poco después del asedio de Ascalón en 1153 y fue sucedido por el homónimo de Letardo II, el arzobispo Letardo I, mientras que Letardo II permaneció como prior. Tras la muerte de Letardo I en 1158, Letardo II se convirtió en arzobispo. Al igual que Letardo I, Letardo II era cercano al rey Balduino III ; él y su capellán, Raúl el Inglés, asistieron al rey en Acre en julio de 1160. Dado que Nazaret era un señorío eclesiástico, Letardo también tenía un asiento en la Corte Suprema, pero rara vez participaba en asuntos seculares.
Letardo II era conocido del arzobispo Guillermo de Tiro, el principal cronista de la historia del reino. Guillermo, que tenía una opinión positiva de muy pocos de sus compañeros obispos, describió a Letardo como «un hombre muy agradable, afable y bondadoso», pero solo lo mencionó una vez en su crónica.

## Episcopado

### Cuestiones eclesiásticas
Como prior, Letardo trabajó para establecer los derechos de los canónigos de Nazaret. El historiador Bernard Hamilton supone que, a petición de Letard, en 1161 el patriarca latino de Jerusalén, Amalarico de Nesle, convocó un sínodo que aprobó el acuerdo de Letardo con la Abadía de Santa María del Valle de Jehosafat. El acuerdo estipulaba que los canónigos de Nazaret tendrían derecho a ser hospedados un día al año en la abadía de Jehosafat. Letardo también, a diferencia de los arzobispos anteriores, involucró a los canónigos en la administración del arzobispado.
Letardo conservó su posición privilegiada en la corte durante el reinado del rey Amalarico. El terremoto de 1170 que destruyó el Principado de Antioquía y el Condado de Trípoli, al norte del reino, no afectó directamente a Nazaret, pero Letardo y sus canónigos se quejaron ante el papa Alejandro III de que los daños causados a las defensas del reino permitieron que los invasores musulmanes secuestraran a los campesinos, lo que les causó dificultades económicas.
En 1174, Letardo zanjó la disputa entre el obispo de Tiberíades, Geraldo, su sufragáneo, y el abad del Monte Tabor, Garino. En 1178, Letardo volvió a mediar, esta vez con el obispo Joscio de Acre, cuando Geraldo disputó los diezmo s con la abadía de Jehosafat. También fue testigo de los acuerdos de Garino con el prior del Santo Sepulcro en 1175 y con la señora de Palmaria, Hawisa, en 1180.

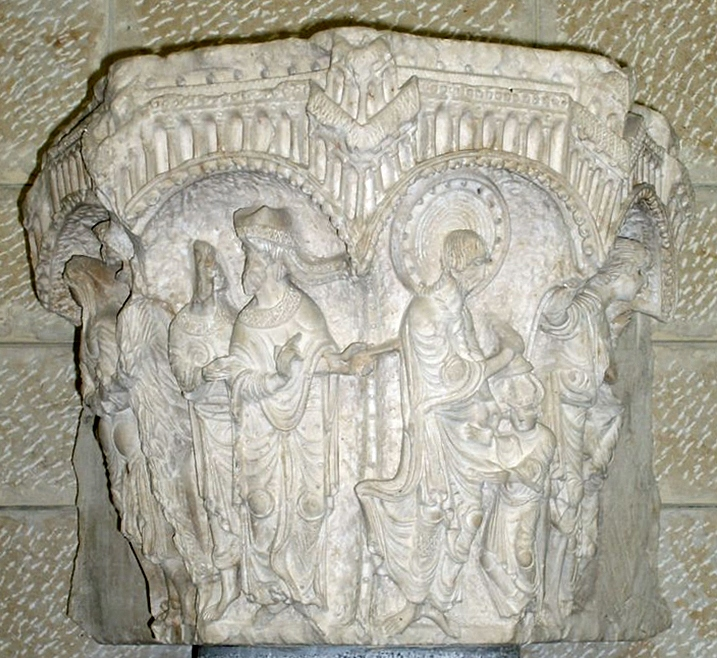
Folda asocia gran parte del trabajo artístico realizado en la Iglesia de la Anunciación con Letardo II.

El historiador de arte Jaroslav Folda presenta a Letardo como la principal fuerza detrás de la expansión y decoración de la Iglesia de la Anunciación en Nazaret en la década de 1170. Le atribuye a Letardo el inicio y la financiación de un importante programa escultórico, y argumenta que Letardo tenía la libertad de tomar estas decisiones artísticas porque, a diferencia de las iglesias en Jerusalén y Belén, la iglesia de Nazaret no era reclamada también por las comunidades ortodoxa griega, ortodoxa siríaca y apostólica armenia. El objetivo de Letardo, según Folda, era distinguir la Iglesia de la Anunciación de otros importantes lugares de peregrinación cristiana, especialmente el Santo Sepulcro y la Iglesia de la Natividad, y subrayar que la iglesia era uno de los tres lugares más sagrados del reino.

### Agitación política y guerra
El rey Guido ascendió al trono a mediados de 1186. Raimundo, su vasallo como príncipe de Galilea, se negó a reconocer a Guido como rey. Aunque su feudo estaba en Galilea, Letardo apoyó a Guido. Letardo era un valioso aliado: no solo debía servicio caballeresco por su feudo, sino que en tiempos de crisis también estaba obligado a proporcionar a la corona 150 sargentos. En 1186, el papa Urbano III nombró a Letardo para investigar, como juez delegado, si el rey y el conde Raimundo III de Trípoli habían violado los derechos de la República de Génova. Para entonces, Letardo era el obispo con más años de servicio en el reino.
La situación en el reino se volvió aún más grave a principios de 1187 cuando el gobernante egipcio Saladino comenzó a acumular tropas en su frontera. Raimundo buscó la protección de Saladino y permitió la entrada de tropas musulmanas en Tiberíades. Letardo colocó vigías en su feudo para monitorear la actividad enemiga, y justo antes del amanecer del 1 de mayo, trajeron la noticia de que una fuerza musulmana sustancial había cruzado a Galilea. Letardo envió un mensaje a Gérard de Ridefort y Roger de Moulins, respectivamente los maestros de los Caballeros Templarios y los Caballeros Hospitalarios; el arzobispo sabía que estaban en La Fève en su camino para intentar reconciliar a Raimundo con Guido. Letardo envió a sus vasallos y sargentos a unirse a los caballeros y la guarnición del rey; fueron aplastados por la fuerza musulmana mucho mayor en Le Cresson, y Roger des Moulins fue asesinado. El arzobispo Letardo, el arzobispo Joscius de Tiro, Gérard de Ridefort y el señor de Nablus, Balián de Ibelín, se apresuraron entonces a ir a Tiberíades y convencieron al conde para que hiciera las paces con el rey.
La batalla de los Cuernos de Hattin, el 4 de julio de 1187, culminó con una derrota decisiva del reino a manos de las fuerzas de Saladino. El rey Guido fue hecho prisionero. En medio del caos, Letardo huyó a Tiro, ciudad que, bajo el mando de Conrado de Montferrato, se mantuvo firme contra el avance de Saladino. Por lo tanto, estuvo ausente cuando Nazaret fue saqueada por los musulmanes. Letardo aconsejó a Conrado, pero permaneció leal a Guido. Tras su liberación en 1189, Guido sitió Acre. Letardo se unió a él. Las condiciones en el campamento eran duras. En 1190, una epidemia mató a la reina Sibila y a sus hijos. Letardo también murió, al igual que el patriarca Heraclio; el arzobispo de Petra, Guerrico; y los obispos de Beirut, Lida, Sidón y Tiberíades; y el obispo electo de Acre.